# Contea di Gregory
La contea di Gregory ( in inglese Gregory County ) è una contea dello Stato del Dakota del Sud, negli Stati Uniti. La popolazione al censimento del 2000 era di 4 792 abitanti. Il capoluogo di contea è Burke.